# Stein-Bockenheim
Stein-Bockenheim là một đô thị thuộc huyện Alzey-Worms, bang Rheinland-Pfalz, Đức. Đô thị này có diện tích 5,55 km².